# DreamForge Intertainment
DreamForge Intertainment, Inc, precedentemente Event Horizon Software, è stata un'azienda sviluppatrice di videogiochi attiva dal 1º maggio 1990 al 10 settembre 2001.

## Storia
Event Horizon Software fu fondata da Thomas Holmes, Christopher Straka e James Namestka, ex sviluppatori di Paragon Software che avevano deciso di avviare la propria azienda.
Nel 1993, la società venne rinominata in DreamForge per evitare di essere confusa con una omonima produzione di software porno.
L'azienda era specializzata nella creazione di giochi di ruolo, lo studio ha sviluppato su Amiga per proseguire su PC.
DreamForge Intertainment fallì nel 2001 per problemi col suo publisher Ubisoft, mentre stava lavorando a diversi titolo, tra cui il mai finito Werewolf: The Apocalypse - The Heart of Gaia, e Myst IV: Revelation, che venne finito da Ubisoft Montreal.

## Giochi
- DarkSpyre (1990)
- Dusk of the Gods (1990)
- The Summoning (1992)
- Veil of Darkness (1993)
- Dungeon Hack (1993)
- Ravenloft: Strahd's Possession (1994)
- Menzoberranzan (1994)
- Anvil of Dawn (1995)
- Chronomaster (1995)
- Ravenloft: Stone Prophet (1995)
- War Wind (1996)
- 101 Dalmatians: Escape from DeVil Manor (1997)
- War Wind II: Human Onslaught (1997)
- Sanitarium (1998)
- TNN Outdoors Pro Hunter (1998)
- Warhammer 40,000: Rites of War (1999)